# Ragazzo solo, Ragazza sola
"Ragazzo solo, Ragazza sola" es una versión de la canción de David Bowie de 1969, "Space Oddity", con letras en italiano.
El cover, que comparte un pequeño contenido narrativo, pero con temas comunes, tales como el amor y la pérdida, fue escrito por el letrista Mogol. En lugar de traducir la historia trágica de ciencia ficción de la versión original, Mogol escribió una historia agridulce de un amor juvenil.

## Otros lanzamientos
- La canción fue publicada como sencillo junto con "Wild Eyed Boy from Freecloud" como lado B el 19 de noviembre de 1969.
- Ha aparecido en numerosos álbumes compilatorios de David Bowie:
  - Rare (1982)
  - Conversation Piece (2019)
- Está versión, originalmente publicada como sencillo en Italia, estuvo disponible en formato digital y CD por primera vez en 2015, en Re:Call 1, como parte de la caja recopilatoria Five Years (1969–1973).[3]
- La canción fue publicada como un sencillo promocional junto "London Bye, Ta-Ta" como lado B el 14 de julio de 2016.[4]

## Lista de canciones
1. "Ragazzo solo, Ragazza sola" – 5:06
2. "Wild Eyed Boy from Freecloud" – 4:53

## Créditos
- David Bowie – voz principal, guitarra acústica, estilófono
- Herbie Flowers – bajo eléctrico
- Terry Cox – batería
- Rick Wakeman – Mellotron